# Cornelis Ekama (1824-1891)

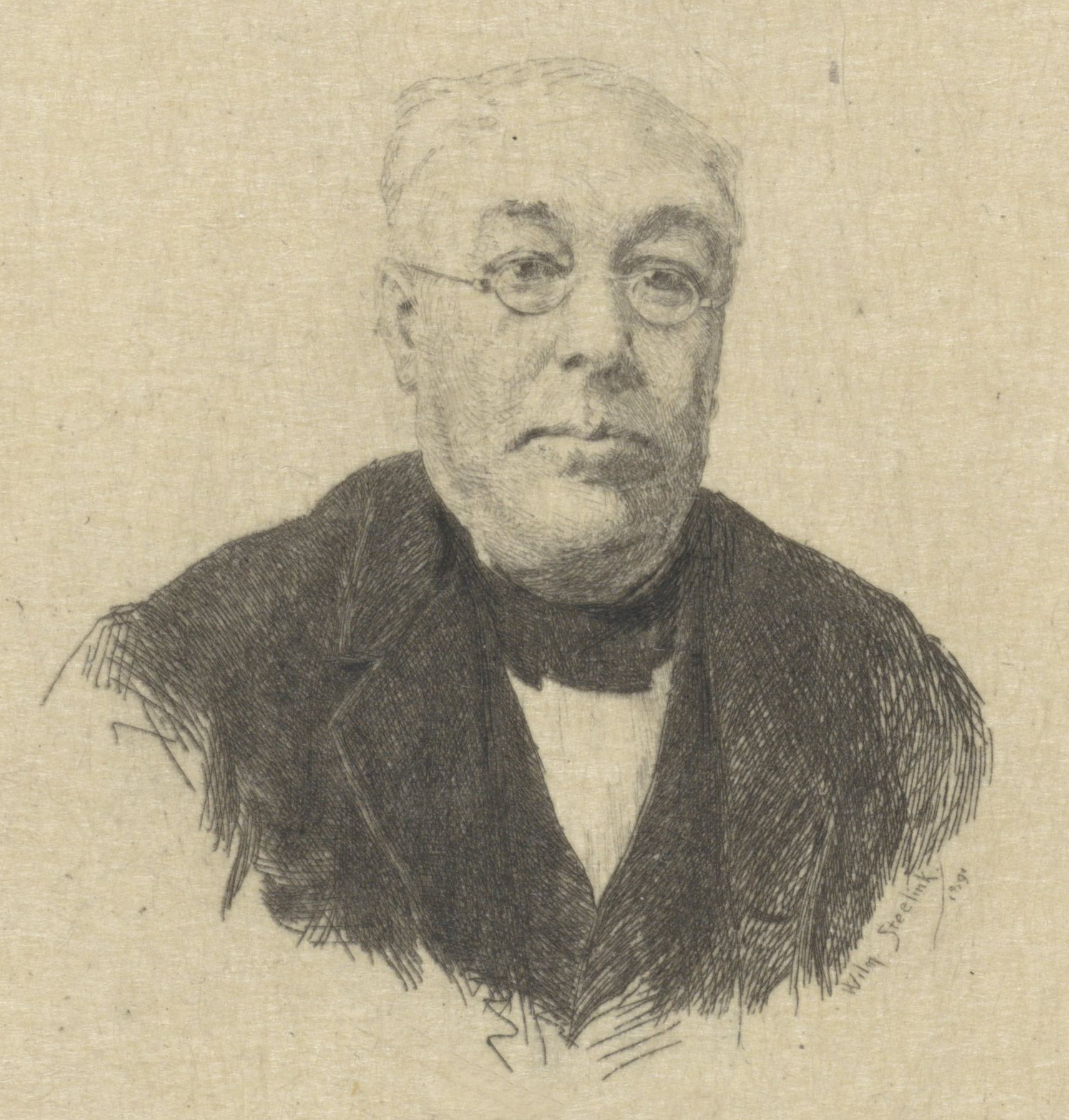
Cornelius Ekama door Willem Steelink.

Cornelius Ekama (Leiden 1824 – Haarlem 1891) was stadsgeneesheer in Haarlem, bibliothecaris van Teylers Stichting en prentenverzamelaar. 

## Biografie
Cornelius Ekama werd op 5 april 1824 geboren te Leiden als zoon van Cornelis Ekama en Susanna Cornelia le Poole. Hij studeerde medicijnen te Leiden en promoveerde op 10 januari 1848 op een proefschrift getiteld Quaedam de differentia anaemiam inter et chlorosin (in 1849 vertaald als: De chloroform en hare werking op menschen en dieren). In datzelfde jaar werd hij aangesteld als geneesheer van het Sint Elizabeth Gasthuis in Haarlem. In 1849 trouwde hij met Susanna Hooglandt, die het volgende jaar kort na de geboorte van hun dochter Susanna overleed. In 1857 hertrouwde hij met Marretje Johanna Knoops. Samen kregen zij een zoon, Henri. Cornelius Ekama overleed op 8 januari 1891 te Haarlem.

## Carrière
Na zijn vestiging in Haarlem namen zijn werkzaamheden voortdurend toe. In 1840 werd hij geneesheer van de Doopsgezinde gemeente, later nog van andere gestichten en instellingen. In 1863 werd hij tot Stadsgeneesheer benoemd. Hij onderscheidde zich als lijkschouwer bij de choleraepidemie van 1866 en als behandelaar bij de pokkenepidemie van 1872, in het gasthuis voor besmettelijke ziekten op de Kraaienhorstergracht. In 1890 legde hij zijn werkzaamheden neer. 

## Nevenactiviteiten

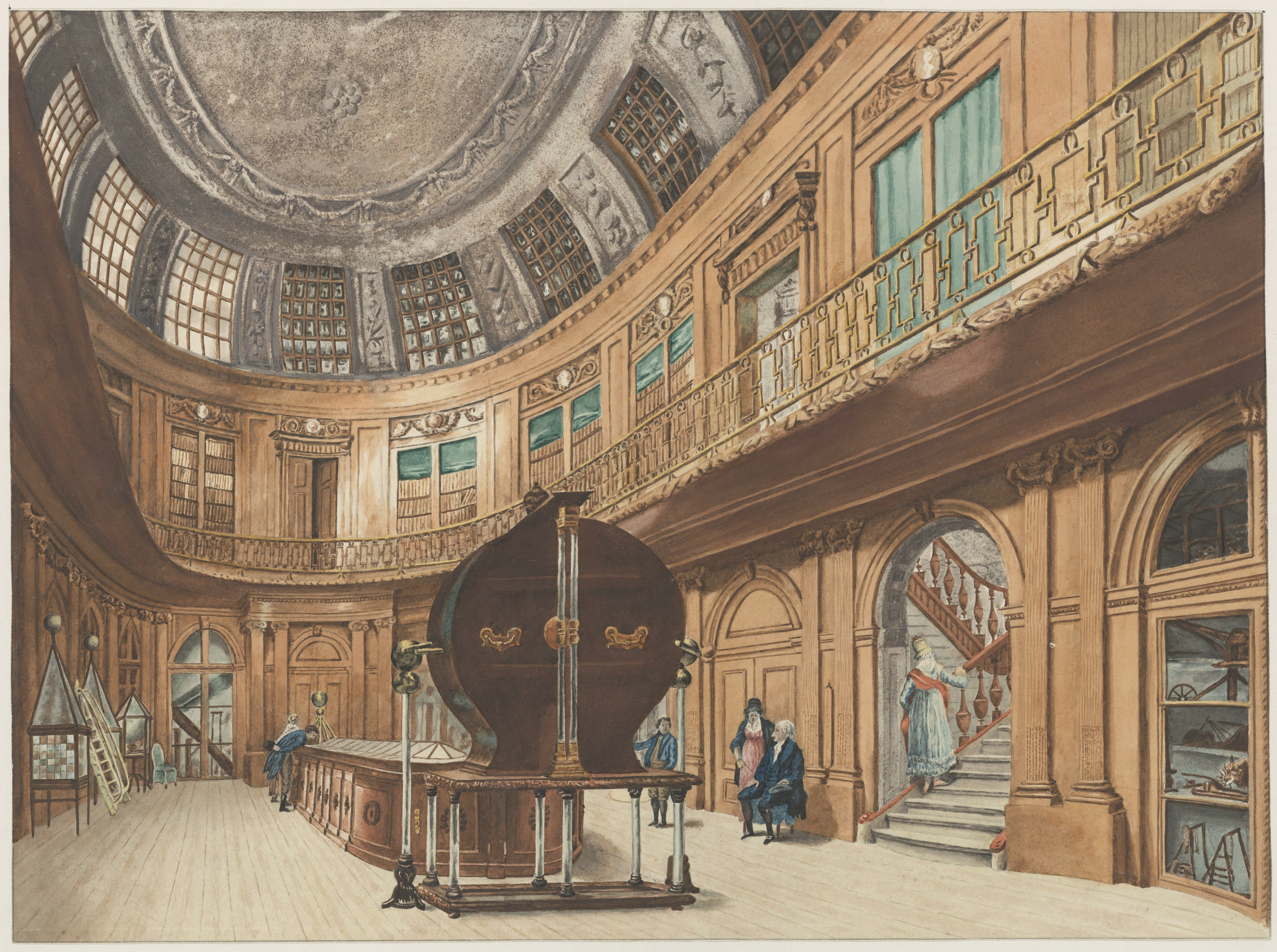
Teyler's Museum. Aquarel van C. Ekama naar het schilderij van Wybrand Hendriks, 1862.

Ekama was zeer actief in het culturele leven van Haarlem en verwierf een grote kennis over de geschiedenis van Haarlem. Hij was lid van het gezelschap ‘Oefening in Wetenschappen’ en van de rederijkerskamer ‘Laurens Jansz. Coster’. In 1855 werd hij lid van de rederijkerskamer ‘de Wijngaertrancken’ onder de zinspreuk ‘Liefd' boven al.’ In 1869 werd hij benoemd tot lid der Commissie van Toezicht op het Stedelijk Museum te Haarlem. Enige tijd later werd hij benoemd tot bibliothecaris van Teylers Stichting. In 1881, nadat de nieuwe bibliotheek in gebruik genomen was, startte Ekama met het maken van een nieuwe catalogus, waar hij negen jaar aan werkte.  
Ook landelijk was hij actief. In 1870 werd Ekama benoemd tot lid van het Historisch Genootschap te Utrecht en in 1874 tot lid van de Maatschappij der Nederlandsche Letterkunde te Leiden. Hij was meer dan 30 jaar penningmeester van het Departement Haarlem van de Maatschappij ter bevordering van Nijverheid en penningmeester van de Nederlandsche Vereniging van Spoorwegartsen.  
Ekama legde diverse verzamelingen aan, met name van boeken en prenten uit de patriottentijd en over de geschiedenis van Haarlem. Hij vervaardigde daarnaast zelf topografische prenten en tekeningen. Hij schreef diverse historische en bibliografische werken over Haarlem, onder andere Chronologisch overzicht van de belangrijkste gebeurtenissen der stad Haarlem (1861), Geschiedenis van Haarlem, in tabellarische volgorde (1865), Het beleg van Haarlem door Vrouwe Jacoba in 1426 (1866), Het klokhuis en zijne klokken te Haarlem (1867), Romeyn de Hooghe en de Hortus medicus met het standbeeld van L. Jz. Coster (1869), Beleg en verdediging van Haarlem in 1572 en 1573 (1872), een geannoteerde uitgave van Het Haarlemmermeerboek van Jan Adriaanszoon Leeghwater (1871) en Catalogus van boeken, pamfletten enz. over de geschiedenis van Haarlem (1874). Ook werkte hij mee aan de Geschiedenis en Beschrijving van Haarlem van Francis Allan (1874-1888). 

## Nalatenschap
In 1876 schonk Ekama op aanraden van Johannes Enschedé circa 700 topografische prenten en tekeningen uit zijn collectie aan de stad Haarlem. Na zijn overlijden werd de rest van zijn collectie geveild bij Frederik Muller & Cie te Amsterdam (8-11 april 1891). Adriaan Justus Enschedé kocht 1590 prenten en tekeningen uit deze nalatenschap voor de stad Haarlem. De beeldcollectie van de gemeente Haarlem wordt sinds 2005 beheerd door het Noord-Hollands Archief.